# 讷特斯豪森
讷特斯豪森是德国莱茵兰-普法尔茨州的一个市镇。总面积5.66平方公里，总人口1143人，其中男性587人，女性556人（2011年12月31日），人口密度202人/平方公里。